# Joan Taylor
Joan Taylor, pseudonimo di Rose Marie Emma (Geneva, 18 agosto 1929 – Santa Monica, 4 marzo 2012), è stata un'attrice statunitense.

## Biografia
Figlia di Joseph Emma, di origine siciliana, e di Amelia Berky, di origine austriaca e attrice di vaudeville durante gli anni venti, Joan Taylor iniziò a recitare alla Pasadena Playhouse e venne messa sotto contratto dalla Paramount Pictures, che la fece debuttare nel film L'inafferrabile (1949), accanto a Randolph Scott. Nel 1953 sposò il produttore Leonard Freeman, in seguito creatore della serie televisiva Hawaii Five-O, da cui ebbe tre figlie.
La sua carriera cinematografica ebbe il suo apice durante gli anni cinquanta, durante i quali recitò accanto a popolari star maschili dell'epoca in diverse pellicole western, come Il giuramento dei Sioux (1952) con Charlton Heston, Pantera rossa (1953) con Robert Stack, Rose Marie (1954) con Howard Keel e Fernando Lamas, La meticcia di fuoco (1955) con Lloyd Bridges, Orizzonte di fuoco (1955) con Peter Graves e Tamburi di guerra (1957) con Lex Barker. Apparve inoltre in due classici della fantascienza del periodo, La Terra contro i dischi volanti (1956) e A 30 milioni di km. dalla Terra (1957).
Verso la fine del decennio, l'attrice passò alla televisione e interpretò episodi di numerose serie western, come Carovane verso il West (1958), Gunsmoke (1959), Gli uomini della prateria (1961). Ebbe inoltre un ruolo ricorrente in The Rifleman, telefilm interpretato accanto a Chuck Connors, di cui girò 18 episodi fra il 1960 e il 1962. Si ritirò dalle scene nel 1963 per dedicarsi alla famiglia, dopo un'ultima apparizione in un episodio della serie Indirizzo permanente.
Alla morte di Leonard Freeman, avvenuta nel 1974 a seguito di un intervento chirurgico al cuore, la Taylor continuò l'attività del marito nella gestione della "Leonard Freeman Productions" e nel prosieguo della serie Hawaii Five-O, con il nome di Rose Freeman. Nel 1976 si risposò con il produttore e regista Walter Grauman, da cui divorziò nel 1980. Fu anche coautrice della sceneggiatura del film Mela e Tequila - Una pazza storia d'amore con sorpresa (1997), una commedia interpretata da Matthew Perry e Salma Hayek.
L'attrice morì per cause naturali il 4 marzo 2012, a Santa Monica (California).

## Filmografia parziale

### Cinema
- L'inafferrabile (Fighting Man of the Plains), regia di Edwin L. Marin (1949)
- Neve rossa (On Dangerous Ground), regia di Nicholas Ray (1951)
- Il giuramento dei Sioux (The Savage), regia di George Marshall (1952)
- Polizia militare (Off Limits), regia di George Marshall (1953)
- Pantera rossa (War Paint), regia di Lesley Selander (1953)
- Rose Marie, regia di Mervyn LeRoy (1954)
- La meticcia di fuoco (Apache Woman), regia di Roger Corman (1955)
- Orizzonte di fuoco (Fort Yuma), regia di Lesley Selander (1955)
- La Terra contro i dischi volanti (Earth vs. the Flying Saucers), regia di Fred F. Sears (1956)
- Girls in Prison, regia di Edward L. Cahn (1956)
- Tamburi di guerra (War Drums), regia di Reginald Le Borg (1957)
- A 30 milioni di km. dalla Terra (20 Million Miles to Earth), regia di Nathan Juran (1957)
- Le avventure e gli amori di Omar Khayyam (Omar Khayyam), regia di William Dieterle (1957)

### Televisione
- Lights Out – serie TV, episodio 4x13 (1951)
- Carovane verso il West (Wagon Train) – serie TV, 1 episodio (1958)
- Mike Hammer – serie TV, 2 episodi (1958)
- I racconti del West (Zane Grey Theater) – serie TV, 1 episodio (1958)
- Peter Gunn – serie TV, episodio 1x10 (1958)
- Yancy Derringer – serie TV, 2 episodi (1958)
- U.S. Marshal – serie TV, 1 episodio (1959)
- 21 Beacon Street – serie TV, 2 episodi (1959)
- Gunsmoke – serie TV, episodio 4x17 (1959)
- Men Into Space – serie TV, episodio 1x04 (1959)
- Philip Marlowe – serie TV, episodio 1x05 (1959)
- Shotgun Slade – serie TV, 1 episodio (1958)
- The Texan – serie TV, episodio 2x11 (1959)
- The Millionaire – serie TV, 1 episodio (1959)
- Colt .45 – serie TV, 1 episodio (1959)
- Death Valley Days – serie TV, 1 episodio (1960)
- Lock-Up – serie TV, episodio 2x11 (1960)
- I detectives (The Detectives) – serie TV, episodio 2x21 (1961)
- Gli uomini della prateria (Rawhide) – serie TV, episodio 3x27 (1961)
- Io e i miei tre figli (My Three Sons) – serie TV, episodio 2x01 (1961)
- Bronco – serie TV, 1 episodio (1962)
- Lotta senza quartiere (Cain's Hundred) – serie TV, 1 episodio (1962)
- The Real McCoys – serie TV, 1 episodio (1962)
- The Dick Powell Show – serie TV, episodio 1x23 (1962)
- The Rifleman – serie TV, 18 episodi (1960-1962)
- Indirizzo permanente (77 Sunset Strip) – serie TV, episodio 5x15 (1963)

## Doppiatrici italiane
- Rosetta Calavetta in L'inafferrabile, Il giuramento dei Sioux, Orizzonte di fuoco, La Terra contro i dischi volanti, Tamburi di guerra, A 30 milioni di km. dalla Terra, La meticcia di fuoco
- Dhia Cristiani in Le avventure e gli amori di Omar Khayyam